# Atlas Network
Atlas Network, раніше відома як Atlas Economic Research Foundation — неурядова організація розташованою в США, яка надає тренінги, нетворкінг та гранти для лібертаріанських, ринкових і консервативних груп у всьому світі. . Він співпрацює з близько 500 організаціями в майже 100 країнах.

## Історія
Atlas Network заснована в 1981 році сером Ентоні Фішером, британським підприємцем, на якого вплинув економіст Фрідріх Гаєк і його книга «Шлях до кріпацтва» . В 1955 році Фішер заснував Інститут економічних питань у Лондоні. У 1970-х роках допоміг у створенні Інституту Фрейзера, Манхеттенського інституту і Пацифстського науково-дослідного інституту у 1970-х роках. Покійна Лінда Ветстоун, дочка Фішера, працювала головою Atlas Network.
Фішер задумав Atlas Network як засіб з'єднання різних аналітичних центрів через глобальну мережу, за допомогою якої організації могли б вивчати найкращі практики одна в одної та «передавати найкращі дослідження та політичні ідеї від однієї до іншої». Atlas Network отримуватиме фінансування від американських і європейських компаній а також аналітичних центрів для координації та організації неоліберальних організацій у країнах, що розвиваються. Організацію описують як «самовідтворюваний мозковий центр, який створює мозкові центри».
Згідно з веб-сайтом, організація названа не на честь роману Айн Ренд «Атлант розправив плечі» (англ. Atlas Shrugged).
У 1981 році Atlas Network допомогла економісту Ернандо де Сото заснувати Інститут свободи та демократії у Перу та інвестувала в Інститут економіки Парижа у Франції. У 1983 році Фішер допоміг відкрити Національний центр аналізу політики у Далласі, штат Техас, та Інститут Йона Торлаксона в Ісландії. Цю організацію замінив Ісландський дослідницький центр інновацій та економічного зростання. Atlas Network допомогла заснувати Центр економічних досліджень Гонконгу в 1987 році та Інститут свободи в Нью-Делі в 1996 році Маргарет Тетчер, Фрідріх Гаєк і Мілтон Фрідман офіційно підтримали організацію.
У звіті «Global Go To Think Tank Index Report» за 2019 та 2020 роки, опублікованому Університетом Пенсільванії, Atlas Network посів 54 місце серед «Кращих аналітичних центрів Сполучених Штатів».
Atlas Network критикували за зв'язки з тютюновою промисловістю. Стаття 2017 року в International Journal of Health Planning and Management описувала організацію як «стратегічного союзника» галузі, стверджуючи, що вона «направляє фінансування від тютюнових корпорацій до аналітичних центрів для випуску публікацій, які підтримують позиції галузі». Дослідницька група з контролю над тютюном Університету Бата(Великобританія) описала мережу як таку, що має «давні фінансові стосунки з тютюновою промисловістю» і що вона «здається, зіграла особливу роль у допомозі тютюновій промисловості протистояти заходам боротьби з тютюном у Латинській Америці». Le Monde назвала 17 партнерів Atlas Network, які займаються лобіюванням та адвокацією «зменшення шкоди від тютюну», яка підтримує використання електронних сигарет як замінник куріння, причому більшість з цих 17 партнерів отримують кошти від тютюнової промисловості.
Вважається, що Atlas Network має тісні зв'язки з виробниками нафти та газу. Згідно з документами, описаними в The Guardian, організація співпрацювала з Інститутом Макдональда-Лор'є в розробці нафти і газу на землях корінного населення Канади .
The Intercept і The Guardian описали мережу Atlas як пов'язану з правими та консервативними рухами, включаючи адміністрацію Дональда Трампа в США, брекзит у Великій Британії та антиурядові протести в Латинській Америці. Згідно з The Guardian, «Atlas не займав жодної позиції щодо самого брекзиту і багато його європейських партнерів були проти, але директори британських груп у мережі були помітними в офіційній кампанії за вихід Британії з ЄС».
За словами експерта з дезінформації Хуліана Масіаса Товара, Atlas Network була пов'язана з онлайн-кампанією, яка використовувала підроблені облікові записи проти кубинського уряду під час кубинських протестів у 2021 році . Товар, якого цитує The Guardian, також сказав, що облікові записи членів Atlas Network у Twitter були залучені до кампаній ботів або центрів тролів під час політичної кризи в Болівії 2019 року, загальних виборів в Еквадорі 2021 року та загальних виборів 2021 року в Перу .

## Лідери
Головним виконавчим директором Atlas Network є Бред Ліпс. Ліпс приєднався до Atlas Network, тоді відомої як Atlas Economic Research Foundation, у 1998 році і став генеральним директором у 2009 році. Він є автором книги «Лібералізм і вільне суспільство» 2021 року Він сказав, що виступає за «філософію свободи», і цитуючи Фрідмана, який резюмував функцію Atlas Network як «розробляти альтернативи існуючій політиці, підтримувати їх, поки політично неможливе не стане політично неминучим».
Мет Уорнер є президентом організації, а Том Гордон Палмер є виконавчим віце-президентом з міжнародних програм. Уорнер і Палмер є співавторами книги «Розвиток з гідністю: самовизначення, локалізація та кінець бідності» . Останній, відомий у лібертаріанських колах з 1970-х років, сприяв лібертаріанським зусиллям у різних країнах, включаючи комуністичну та посткомуністичну Східну Європу, Ірак та Афганістан; після російського вторгнення у 2022 році він їздив в Україну, щоб допомогти координувати допомогу Atlas Network, яка, за даними Washington Examiner, станом на грудень 2022 року склала 3,5 мільйона доларів
Atlas Network організована в центри за регіонами. Підприємець Магатт Вейд є директором Центру африканського процвітання, а історик Ібрагім Аноба є співробітником цього центру. Антонелла Марті з Аргентини є співробітником Центру Латинської Америки, який публікує щорічний Індекс бюрократії. Atlas Network також керує Центром для Сполучених Штатів і Канади та Центром для Азії та Океанії.

## Діяльності

### Навчання та мережа
Atlas Network Academy навчає менеджменту та комунікації на курсах, що базуються на кредитах ECTS. У 2020 році Atlas Network навчила майже 4000 людей просуванню голосів вільного ринку, підготувавши майже 900 людей до роботи в глобальних аналітичних центрах. Журнал Philadelphia Magazine описав Atlas Network як таку, що надає «підтримку підходів вільного ринку до ліквідації бідності» та відома своїм "спростуванням зміни клімату та захистом тютюнової промисловості.
Atlas Network проводить чотири регіональні форуми Liberty (в Азії, Африці, Латинській Америці та Європі), міжнародну конференцію в Сполучених Штатах. На «Liberty Forum and Freedom Dinner»(форум «свободи для» та вечеря «свободи від») у грудні 2021 року в Маямі, штат Флорида, для партнерів аналітичних центрів з усього світу Маріо Варгас Льоса та Йонмі Пак були серед 800 відвідувачів, а також виступив Йотуель Ромеро . У Канаді Atlas Network співпрацює з близько дванадцтьма аналітичними центрами.
Atlas Network співпрацює з Фондом. Гаєка в Словаччині, Асоціацією ліберального мислення в Туреччині, Литовським інститутом вільного ринку та Libertad y Desarrollo в Чилі для створення Центрів навчання вільному підприємництву.
У 2021 році Atlas Network співпрацювала з кубинською антикомуністичною активісткою Рухамою Фернандес, щоб поділитися своєю історією після арешту Фернандес за критику кубинського уряду.
Українськими партнерами Atlas Network є Центр вільного ринку Бендукідзе в Україні, Українські Студенти за Свободу, Центр Айн Ренд в Україні та інші неурядові організації.

### Гранти
Atlas Network надає обмежену фінансову підтримку новим аналітичним центрам на індивідуальній основі. Гранти зазвичай надаються на конкретні проекти і становлять від 2000 до 5000 доларів. У 2020 році Atlas Network надала понад 5 мільйонів доларів США у вигляді грантів на підтримку своєї мережі, що налічує близько 500 партнерів по всьому світу.
Організація фінансує IDEAS Labs (Коста-Ріка), які допомогли реформувати пенсійне законодавство країни в 2020 році Atlas також підтримує Філіппінський фонд економічної свободи, який займається правами власності.

### Нагороди
Atlas Network Templeton Freedom Award, яку підтримує Темплтонський релігійний фонд і названа на честь сера Джона Темплтона, була заснована в 2004 році. У 2015 році Інститут Актона отримав 100 000 доларів США за документальний фільм «Poverty, Inc.»(укр. «Корпорація бідности») У 2020 році Центр індонезійських політичних досліджень отримав нагороду за ініціативу «Доступне харчування для бідних».  У 2021 році переможцем став Індійський центр розвитку громадянського суспільства. У 2022 році Інститут адвокації (Шрі-Ланка), партнер Atlas Network, отримав премію Asia Liberty Award і Templeton Freedom Award.
Конкурс Think Tank Shark Tank дозволяє професіоналам представляти свої проекти суддям. У 2018 році Дханнат Фернандо виграв чемпіонат Asia Think Tank Shark Tank за дослідження про високу вартість будівництва на Шрі-Ланці та пропозицію знизити податки на будівельні матеріали. Students for Liberty Brasil перемогли в Конкурсі Латинської Америки 2021 за свій проект про освіту жителів бразильських фавел про права власності.
У 2022 році, громадська організація "Українські Студенти за Свободу" отримали від Atlas Network нагороду Smith Student Outreach Award за свою щорічну "Програму Лідерства". Програма щорічно залучає 300 цілеспрямованих старшокласників та студентів з 3 000 претендентів. Учасники програми також беруть участь у широкому спектрі програм, від семінарів і дебатів до вправ на командоутворення та майстер-класів.

## Фінанси
Як неурядова організація, Atlas Network отримує пожертви від фондів, приватних осіб і корпорацій, але не державне фінансування.
Організація отримала значне фінансування від фондів родини Кохів, включаючи Фонд Чарльза Коха та Інститут Чарльза Коха, а також афілійовані з Кохом фонди, такі як Donors Trust . Серед інших донорів — Фонд Лінд і Гаррі Бредлі, Фонд Джона Темплтона та Фонд Ліллі .
Станом на 2005 рік Atlas Network отримала 440 000 доларів США від ExxonMobil і щонайменше 825 000 доларів США від тютюнової компанії Philip Morris USA . 57 % партнерів Atlas Network у Сполучених Штатах отримали фінансування від тютюнової промисловості. Atlas Network повідомила, що у 2020 році корпоративне фінансування становило менше 2 % від загального обсягу пожертв National Review стверджує, що «викопне паливо та тютюнові інтереси» забезпечили менше 1 % фінансування Atlas за останні два десятиліття.